# Fly with Me
Fly with Me ist das zweite Lied aus dem vierten Studioalbum der US-amerikanischen Band Jonas Brothers, das als Single veröffentlicht wurde.

## Hintergrund und Wissenswertes
Der Song wurde am 9. Juni veröffentlicht, das dazugehörige Musikvideo am 7. Juni. Er handelt von der Beziehung des Gitarristen Kevin Jonas und seiner damaligen Freundin Danielle Deleasa und der Tatsache, dass die beiden zur damaligen Zeit durch die Tournee der Band räumlich getrennt waren.
Außerdem kam er im Film Nachts im Museum 2, bei dem die Jonas Brothers eine Sprechrolle hatten, vor.

## Musikvideo
Das Musikvideo wurde am 7. Juni 2009 erstmals auf dem Disney Channel gezeigt und am selben Tag auch auf die offizielle YouTube-Seite des Plattenlabels Hollywood Records gestellt.
Das Video zeigt die Band bei den Live-Proben zum Song, die während der Jonas Brothers World Tour 2009 stattfanden. Auch Backstage-Szenen der Tour sind im Clip zu sehen.

## Rezeption
Bill Lamb von About.com schrieb in seiner Review zum vierten Studioalbum der Band, Lines, Vines and Trying Times, dass der Song überhaupt nicht zu den vorherigen Liedern passe. Die Instrumente seien vollkommen anders und das Genre passe ebenso nicht zu dem Sound der Band. Des Weiteren kritisierte er, dass die Jonas Brothers weder eine klare Linie in ihrer Musik noch einen eigenen, unverwechselbaren Stil hätten. Letztendlich gab er dem Album 2,5 von 5 Sternen.

## Chartplatzierungen
Das Lied erreichte Platz 89 in Deutschland, außerdem Platz 83 in den US-amerikanischen Billboard-Charts.
| ChartsChartplatzierungen       | Höchstplatzierung | Wochen |
| ------------------------------ | ----------------- | ------ |
| Deutschland (GfK)              | 89 (1 Wo.)        | 1      |
| Vereinigte Staaten (Billboard) | 83 (1 Wo.)        | 1      |